# Festuca castilloniana
Festuca castilloniana là một loài thực vật có hoa trong họ Hòa thảo. Loài này được Türpe mô tả khoa học đầu tiên năm 1973.